# Astrologie im Byzantinischen Reich
Im Byzantinischen Reich (ab 7. Jh.) wurden Teile der Kultur und des geistigen Lebens der griechischen Antike weiter tradiert, unter nunmehr christlich-kirchlichen Vorzeichen. Lange vor dem lateinisch-christlichen Westeuropa wurde in ihm auch die hellenistisch geprägte Astrologie der Spätantike übernommen, doch offenkundig nicht ganz bruchlos. Entsprechend stammen die meisten griechischsprachigen Astrologie-Handschriften, die im maßgeblichen Catalogus Codicum Astrologorum Graecorum gesammelt und veröffentlicht wurden, aus dem Byzantinischen Reich. Diese Manuskripte wurden bisher erst teilweise ausgewertet und ediert, so dass das Bild der Astrologie in Byzanz noch unvollständig ist. Doch lassen die vorhandenen Arbeiten bzw. Publikationen bereits das Ausmaß und die Bedeutung der dort praktizierten Astrologie erahnen.

## Geschichte

### Personelle Einflüsse
Etwa am Beginn des byzantinischen Mittelalters steht der Philosoph, Lehrer und Astronom-Astrologe Stephanos von Alexandria, den anscheinend Kaiser Herakleios (Regierungszeit 610–641) selbst in einer Zeit kultureller Belebung von Alexandria nach Konstantinopel geholt hatte.

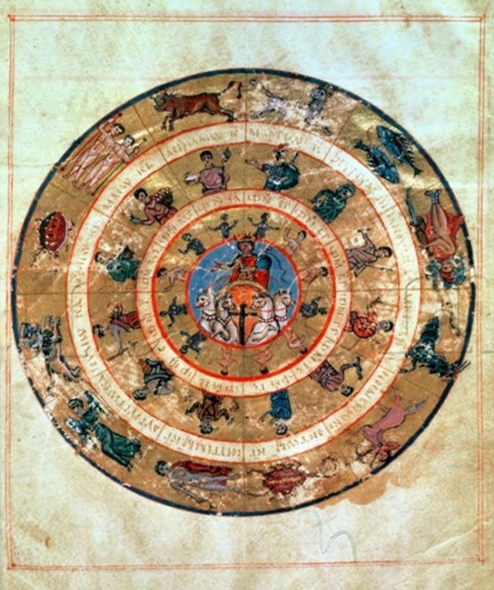
Der Tierkreis in einer byzantinischen Ausgabe der Tetrabiblos aus dem 9. Jahrhundert

Mit der astrologischen Blütezeit im benachbarten islamisch-arabischen Orient wurde die dortige Astrologie, inklusive der rezipierten hellenistischen oder klassischen Astrologie-Werke, vielfältig im konkurrierenden Byzantinischen Reich rezipiert. Als Vermittler und Anreger im Rahmen eines steigenden Astronomie-Interesse in Byzanz war anscheinend beispielsweise ein Stephanos Philosophos (8. Jahrhundert) tätig. Stephanos, aus dem islamischen Persien nach Konstantinopel übergesiedelt, sprach unter anderem vom hohen wissenschaftlichen Rang der Astrologie und forderte, im Christentum stehe den Sternen natürlich keine göttliche Verehrung zu, ebenso dürfe ihnen keine Willensautonomie unterstellt werden. Auch die Werke von Theophilos von Edessa, dem Gelehrten und Astrologen am islamischen Kalifenhof in Bagdad, welcher ebenso die Harmonisierung von Christentum und Astrologie versuchte, wurden ab dem 9. Jahrhundert in Byzanz recht breit rezipiert. Dies gilt auch für die astrologischen Texte von islamischen Gelehrten und Astronomen-Astrologen wie Abu Ma'schar und Sahl ibn Bischr
Der kulturell-geistige Austausch zwischen Konstantinopel und dem expandierenden arabisch-islamischen Reich wird gleichfalls dadurch sichtbar, dass Kalif al-Ma'mūn (erste Hälfte des 9. Jahrhunderts) Leon den Mathematiker von Konstantinopel nach Bagdad holen wollte, wohl auch wegen dessen astrologischer Gelehrtheit. Im 11./12. Jahrhundert bestand zwischen dem ägyptischen Fatimiden-Reich und dem Byzanz der Komnenen-Dynastie anscheinend zeitweilig ein vielfältiger Transfer auch auf astrologischer Ebene. So arbeiteten in jener Zeit offenbar ägyptische Astrologen in Konstantinopel, wahrscheinlich auch für den kaiserlichen Hof dort, während die so genannten Großen Hakimitischen Tafeln (‚al-Zij al-Kabir al-Hakimi‘) des Kairoer Astronomen Ibn Yunus, die Ephemeriden für astronomische wie astrologische Berechnungen, in Byzanz verwendet wurden.

### Entwicklungen
Während der byzantinischen Geschichte schwankte das Interesse an der Astrologie-Astronomie sowie ihre Ausübung erheblich, wie anderorts und in anderen Epochen ebenso. Etwa Ende des 8. Jahrhunderts stieg nach vielen Jahrzehnten militärischer Auseinandersetzungen zuerst mit dem Sassanidenreich, danach mit dem expandierenden arabisch-islamischen Reich, ihre Beachtung stark an. Einen Höhepunkt erreichte Praxis und Lehre während der Makedonischen Renaissance im 9. /10. Jahrhundert. So sind unter anderem zu Kaiser Konstantin VII. (10. Jahrhundert) Geburtshoroskope inklusive detaillierter Deutung erstellt worden. Im 11. und 12. Jahrhundert fand erneut ein Aufschwung während der Komnenen-Dynastie statt. Sowohl für Alexios I. Komnenos wie für seinen Enkel Manuel I. Komnenos sind – in sassanidischer Tradition – Horoskope für den Krönungsaugenblick erstellt worden, von Manuel I. ist sogar ein Traktat zur Verteidigung einer christlich verankerten Astrologie überliefert. Anna Komnena, die Historikerin und Tochter von Alexios I. Komnenos, erläutert in ihrem bekannten Geschichtswerk Alexiade (um 1148 geschrieben) ausdrücklich das Neuartige der Geburtshoroskopie in Relation zu den Fähigkeiten der antiken Vorbilder wie Platon oder Eudoxos von Knidos, den „Alten“, in Zusammenhang mit einer spektakulär eingetroffenen Vorhersage des ausgehenden 11. Jahrhunderts.

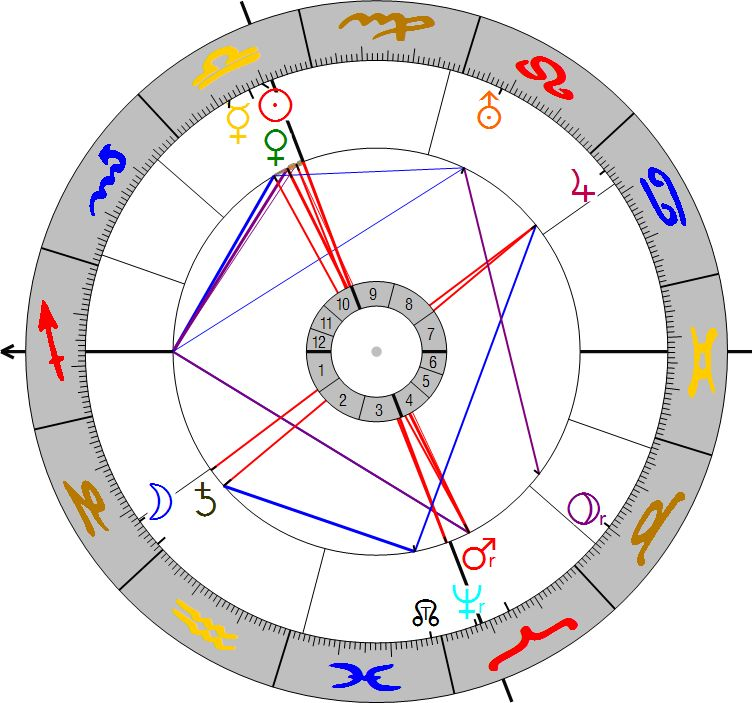
Manuel II. Palaiologos: Überliefertes Horoskop für die Proklamation als Mitkaiser (25. September 1373)

Für die byzantinische Palaiologen-Dynastie (13.–15. Jahrhundert) kann eine weitere Blütezeit der Astrologie festgestellt werden, an welcher auch der kaiserliche Hof in Konstantinopel mitbeteiligt war. Beispielsweise ist ein Proklamations-Horoskop (1373) überliefert, diesmal von Manuel II. Palaiologos, allerdings nur für sein Amt als Mitkaiser von Johannes V. Palaiologos. Im späten 14. Jahrhundert sind nun gleich zwei Gelehrte und Astronomen-Astrologen, Johannes Abramios und Eleutherios von Elis, in einem Kreis weiterer Schüler und Astrologen, wohl unter anderem in Konstantinopel wirkend, durch verschiedene, teils umfangreichere Handschriften greifbar.

### Stellung der Astrologie
Wie schon in der christlichen Spätantike und im Islam des Mittelalters wurden immer wieder Astrologen vor allem aus Konstantinopel ausgewiesen, astrologische Betätigung zeitweilig verboten und die Astrologie besonders von Kirchenleuten und Theologen kritisiert wie diskreditiert. Dessen ungeachtet findet man im Byzantinischen Reich Jahrhunderte vor dem Gebrauch einer gelehrten Astrologie im lateinisch-christlichen, westlichen Europa vielfach die Anwendung anspruchsvoller, gelehrter Techniken und Methoden wie die Geburtshoroskopie, die Stundenastrologie oder die so genannte Militär-Astrologie, Methoden, welche stets ‚akademische‘ mathematisch-astronomische Kenntnisse erforderten. Zudem also teils Techniken, welche die spätantike hellenistische Astrologie so noch nicht gekannt und Byzanz als Weiterentwicklung erst aus dem islamisch-arabischen Orient rezipiert hatte. Ob im Byzantinischen Reich auch eigenständige astrologische Techniken oder Astrologie-Bereiche entwickelt wurden, war bislang kein wissenschaftlicher Forschungsgegenstand, soweit erkennbar.

## Byzanz und das westliche Europa
Klar ist hingegen, dass gelehrte Anhänger des sich ab dem späten 14. Jahrhundert zunächst vor allem in Italien formierenden Humanismus als Teil der europäischen Renaissance im großen Ausmaß griechischsprachige Handschriften tatsächlich oder vermeintlich antiker Werke im Byzanz der Palaiologen-Dynastie und in früheren Gebieten des Byzantinischen Reiches aufkauften oder kopieren ließen. In diesen Zusammenhang gehört zudem noch der für die entstehende Esoterik wie Okkultismus beziehungsweise Hermetik der Renaissance ausgesprochen bedeutsame Fund von griechischen Texten des Corpus Hermeticum in Mazedonien 1463, von dem man damals glaubte, sie würden die ältesten Weisheitslehren der Menschheit überliefern. Vor allem der namensgebende legendäre Hermes Trismegistos wurde astrologisch mit Merkur gleichgesetzt. Mit Merkur identifizierten sich in Folge der Übersetzung und Veröffentlichung der Corpus-Texte viele Dichter und Astrologen der Renaissance, die Astrologie wurde nachfolgend öfter als Teil Hermetik gelehrt und betrachtet. Zugleich wirkten verschiedene byzantinische Gelehrte in Italien wie Bessarion und Georgios Gemistos Plethon, besonders in Florenz. Dabei kamen auch zahlreiche astronomisch-astrologische Abhandlungen byzantinischer Zeit als Handschriften unter anderem nach Italien, wie jene aus dem Umfeld von Johannes Abramios. Wegen der Eroberung von Konstantinopel im Jahre 1453 verließen weitere byzantinische Gelehrte ihre Heimat in Richtung Italien und westlicheres Europa. Dass der Transfer dieser Manuskripte wie auch das Wirken der byzantinischen Gelehrten in Italien und dem lateinisch-christlichen Europa einen eigenständigen Beitrag zur bzw. weiteren Anschub der Astrologie-Entwicklung in der Renaissance leisten konnten, kann angenommen werden. Doch einschlägige Arbeiten dazu liegen anscheinend noch nicht vor.